# Німецький народний союз оборони і наступу
Німецький народний союз оборони і наступу (нім. Deutschvölkischer Schutz- und Trutzbund, скорочено DVSTB)) — за офіційними оцінками сучасників, «найбільше, найактивніше і найвпливовіше антисемітське обʼєднання у Німеччині» після Першої світової війни та одне з найважливіших та найбільших народних обʼєднань у Веймарській республіці, демократично-парламентську систему якого воно категорично заперечувало.
Союз публікував й друковані видання, які справили великий вплив на погляди лідерів НСДАП, зокрема Генріха Гіммлера.

## Історія та структура
Німецький народний союз оборони і наступу був заснований у лютому 1919 року на зʼїзді Пангерманського союзу у місті Бамберг і спочатку мав назву Німецький союз оборони і наступу (нім. Deutscher Schutz- und Trutzbund); його завданням мала стати боротьба проти єврейства. Головним очільником обʼєднання був Альфред Рот, а таємним головою, починаючи з 1 жовтня 1919 року — Константин фон Ґебзаттель, якого призначив Ернст фон Герцберг-Лоттін. До лав правління входили зокрема Ернст Антон Франц фон Боденшвінґ, Ауґуст Ґебгард, Пауль Люціус, Фердинанд Вернер, Юліус Фрідріх Леманн та Ґеорґ фон Штессель. Штаб-квартирою Союзу спочатку слугувала квартира Альфреда Рота в Рурорті, але пізніше була перенесена в Гамбург, коли відбулося обʼєднання низки народних організацій під дахом Спілки німецьких національних союзів (нім. Gemeinschaft deutschvölkischer Bünde). За місяць після злиття з Імперським союзом молота (нім. Reichshammerbund), 1 жовтня 1919 року Німецький союз оборони і наступу обʼєднався з Німецьким національним союзом (нім. Deutschvölkischer Bund) (наступником розпущеної Німецької національної партії (нім. Deutschvölkische Partei)) у Німецький народний союз оборони і наступу.
Маніфестом Союз обрав твір голови Пангерманського союзу Гайнріха Класа «Якби я був кайзером» (нім. Wenn ich der Kaiser wär), у якому той виклав свої расистські та націоналістичні погляди. Його девізом був заклик «Німеччина для німців».  Його важливим покровителем був мюнхенський видавець Юліус Фрідріх Леманн, який у жовтні 1918 року вимагав ще одного державного перевороту. Союз агітував проти демократії Веймарської республіки, всіх лівих рухів та євреїв; на піку своєї діяльності обʼєднання нараховувало приблизно 180 тисяч членів (1922 рік).
Після вбивства міністра закордонних справ Веймарської республіки Вальтера Ратенау у 1922 році Німецький народний союз оборони і наступу через свою причетність до цієї справи був заборонений у більшості земель Німеччини (окрім Баварії, Вюртемберга, Ангальту та Мекленбург-Стреліца) на підставі Закону про захист республіки (нім. Republikschutzgesetz). Крім цього союз підтримав замахи на Маттіаса Ерцбергера та Філіппа Шайдеманна (див. Організація «Консул»). Багато членів, прихильників та покровителів Союзу згодом перейшли до НСДАП і останні заходи у його діяльності відбулися у 1924 році.
Німецький народний союз оборони і наступу був головним організатором Німецьких днів — великих щорічних зборів, які проходили з 1920 по 1922 роки.

## Відомі учасники
Відомими членами союзу були зокрема такі провідні націонал-соціалісти, як Вернер Бест, Вальтер Бух, Карл Вайнріх, Райнгард Гайдріх, Отто Гелльмут, Ґерцлафф фон Герцберг, Курт Далюґе, Дітріх Екарт, Фріц Заукель, Вольфрам Зіверс, Карл Кауфманн, Оскар Кернер, Леонардо Конті, Гінріх Лозе, Генріх Обергайд, Отто Тельшов, Ґоттфрід Федер та Юліус Штрайхер. 
Німецький народний союз оборони і наступу можна вважати проміжною ланкою між Пангерманським союзом та НСДАП,